# Combine
Combine ist eine Stadt im Dallas County und Kaufman County im US-Bundesstaat Texas in den Vereinigten Staaten. Das U.S. Census Bureau hat bei der Volkszählung 2020 eine Einwohnerzahl von 2245 ermittelt.

## Geografie
Die Stadt liegt im Westen des Kaufman Countys, im mittleren Nordosten von Texas, ist im Norden etwa 120 km von Oklahoma entfernt und hat eine Gesamtfläche von 18,7 km² ohne nennenswerte Wasserfläche.

## Geschichte
Zwischen 1880 und 1890 wurde diese Gegend besiedelt. 1930 lebten in dem kleinen Ort 25 Personen. 1970 war die Einwohnerzahl auf 297 angestiegen und 1988 waren es 815 Personen.

## Demografische Daten
Nach der Volkszählung im Jahr 2000 lebten hier 1.788 Menschen in 590 Haushalten und 523 Familien. Die Bevölkerungsdichte betrug 95,7 Einwohner pro km². Ethnisch betrachtet setzte sich die Bevölkerung zusammen aus 94,35 % weißer Bevölkerung, 0,50 % Afroamerikanern, 0,84 % amerikanischen Ureinwohnern, 0,06 % Asiaten, 0,00 % Bewohnern aus dem pazifischen Inselraum und 2,63 % aus anderen ethnischen Gruppen. Etwa 1,62 % waren gemischter Abstammung und 5,31 % der Bevölkerung waren spanischer oder lateinamerikanischer Abstammung.
Von den 590 Haushalten hatten 39,5 % Kinder unter 18 Jahre, die im Haushalt lebten. 76,9 % davon waren verheiratete, zusammenlebende Paare. 7,3 % waren allein erziehende Mütter und 11,2 % waren keine Familien. 9,2 % aller Haushalte waren Singlehaushalte und in 3,6 % lebten Menschen, die 65 Jahre oder älter waren. Die Durchschnittshaushaltsgröße betrug 3,03 und die durchschnittliche Größe einer Familie belief sich auf 3,19 Personen.
27,5 % der Bevölkerung waren unter 18 Jahre alt, 6,7 % von 18 bis 24, 29,9 % von 25 bis 44, 27,8 % von 45 bis 64, und 8,2 % die 65 Jahre oder älter waren. Das Durchschnittsalter war 38 Jahre. Auf 100 weibliche Personen aller Altersgruppen kamen 104,1 männliche Personen. Auf 100 Frauen im Alter von 18 Jahren und darüber kamen 103,6 Männer.
Das jährliche Durchschnittseinkommen eines Haushalts betrug 59.926 USD, das Durchschnittseinkommen einer Familie 61.563 USD. Männer hatten ein Durchschnittseinkommen von 41.532 USD gegenüber den Frauen mit 28.583 USD. Das Prokopfeinkommen betrug 22.610 USD. 5,4 % der Bevölkerung und 3,0 % der Familien lebten unterhalb der Armutsgrenze. Davon waren 8,4 % Kinder und Jugendliche unter 18 Jahren und 11,5 % waren 65 oder älter.